# Trần Vĩ (Nam Tống)
Trần Vĩ (chữ Hán: 陈韡, 1179 – 1261), tên tự là Tử Hoa, người Hầu Quan, Phúc Châu , quan viên nhà Nam Tống trong lịch sử Trung Quốc. Ông xuất thân tiến sĩ, từng chỉ huy trấn áp khởi nghĩa nông dân ở Phúc Kiến.

## Sự nghiệp

### Hiến kế kháng Kim
Cha là Trần Khổng Thạc, từng theo học Chu Hi và Lữ Tổ Khiêm. Vĩ nhường ân huệ tế giao của cha cho em trai Trần Sướng .
Vĩ đỗ tiến sĩ năm Khai Hi đầu tiên (1205) thời Tống Ninh Tông, sau đó theo Diệp Thích học tập. Năm Gia Định thứ 14 (1221), Giả Thiệp (cha của Giả Tự Đạo) khai khẩn lưu vực sông Hoài, vời quan viên giỏi ở Kinh Đông, Hà Bắc. Vĩ đề nghị:
- Khuyến khích di dân Sơn Đông, Hà Bắc quay về quê nhà, cấp cho bò và nông cụ.
- Phát phối tử tội ở các quận trong nước.
- Chiêu dụ các thủ lãnh nổi dậy ở nước Kim: xếp bọn Trương Lâm, Lý Toàn vào nhóm đầu – dành cho những người có công; thủ lãnh đem đôi ba châu về hàng thì cho làm Tiết độ sứ, đem 1 châu thì cho giữ ngay đất ấy.
- Thu vén ruộng đất nhàn rỗi ở lưu vực sông Hoài, mô phỏng phép tổ chức nghĩa dũng của Hàn Kỳ, đem ruộng ấy cấp cho họ. Đối với nghĩa dũng thì chọn thổ hào làm chủ soái, riêng diêm đinh thì tập hợp riêng làm 1 cánh quân. Xem nghĩa dũng là lớp phên dậu bên ngoài của khu vực này.

Năm thứ 15 (1222), Hoài Tây báo tiệp , Vĩ tính rằng người Kim ắt nhắm vào An Phong, đề nghị chia binh giữ các quận, sai Biện Chỉnh, Trương Huệ, Lý Nhữ Chu, Phạm Thành Tiến đều đem binh đồn trú Lư Châu để đợi địch; tướng Kim là Lô Cổ Chúy mới thắng ở Đồng Quan, thừa thế đánh gấp, nên giằng co lâu ngày để khiến hắn khốn đốn, không quá 10 ngày ắt bỏ trốn, đặt mai phục chặn đánh, ắt có thể thắng; lại sai Thì Thanh, Hạ Toàn chờ người Kim thâm nhập, đem binh đánh úp sào huyệt của địch. Vĩ tự nhận đó là kế sách hay nhất, quả nhiên người Kim xâm phạm An Phong, ông được đi Hu Dị khao quân. Vĩ được đổi làm Hoài Đông chế trí tư Cán bạn công sự, trở lại Hu Dị gặp Hoài Đông chế trí sứ Lưu Trác, khiến ông ta điều các cánh quân của Hạ Chỉnh, Trương Huệ, Phạm Thành Tiến, Hạ Toàn tiếp ứng cho hành động đánh úp người Kim. Nhờ kế sách của Vĩ, quân Tống giành được chiến thắng Đường Môn, bắt sống 4 phò mã của người Kim.
Vĩ được thăng quan Tương Tác giám thừa, rồi thăng quan Thái Phủ tự thừa, sai khiển Tri Chân Châu, Hoài Đông đề điểm hình ngục. Sau đó Vĩ được gia quan Trực Bảo Chương các, sai khiển Đề điểm hình ngục như cũ, kiêm Tri Bảo Ứng châu. Vĩ được thăng quan Tông Chánh tự thừa, sai khiển Quyền Công bộ lang trung, đổi làm Thương bộ Viên ngoại lang. Nhờ vậy, Vĩ được gặp hoàng đế.

### Trấn áp khởi nghĩa
Mùa đông năm Thiệu Định thứ 2 (1229) thời Tống Lý Tông, nghĩa quân nổi lên ở Mân Trung, Tri Phúc Châu Vương Cư An gởi gắm Vĩ làm Đề cử Tứ ngung bảo giáp, nhưng ông đang có tang, nên từ chối. Chuyển vận sử Trần Vấn, Đề cử Thường Bình Sử Di Trung cáo cấp lên triều đình, cho rằng không phải Vĩ thì không ai có thể bình định. Năm sau (1230), Vĩ được lấy quan Bảo Chương các Trực học sĩ để khởi phục sai khiển Tri Nam Kiếm châu, Đề cử Đinh Châu, Thiệu Vũ quân Binh giáp công sự, Phúc Kiến lộ Binh mã kiềm hạt, tham gia sắp đặt việc chiêu hàng – bắt bớ nghĩa quân, kiêm sai khiển Phúc Kiến lộ Chiêu bộ sứ. Chưa lâu sau, Vĩ được gia quan Đề điểm hình ngục. Vĩ biên chế trai tráng của thổ dân làm 1 cánh quân, trong khi ấy nghĩa quân theo lối tắt lẻn vào thành huyện Sa, bị Trung Dũng quân đẩy lui, bèn chạy đi Thiệu Vũ, thế lực ngày càng đáng kể. Có người bàn nên chiêu hàng, không nên bắt bớ, Vĩ nói: "Ban đầu giặc chỉ có trăm tên, chiêu mà không bắt, nuôi chúng đến ngàn, lại nuôi chúng đến vạn, nay còn nuôi nữa, sẽ đến không đếm xuể. Mong 5000 binh Hoài Tây có thể dẹp hết sao?" Sau đó triều đình giáng chiếu cho Vĩ được kiêm sai khiển Phúc Kiến lộ Chiêu bộ sứ (ý nói lần này ông được chuyên quyết, không phải hội nghị với mọi người nữa).
Tháng 6 ÂL, quan quân hội binh, Vĩ được gia quan Phúc Kiến đề điểm hình ngục. Tháng 7 ÂL, Vĩ đích thân kéo binh đi huyện Sa, Thuận Xương, Tương Nhạc, Thanh Lưu, Ninh Hóa, đốc thúc việc bắt bớ, đến đâu thắng đấy. Tháng 9 ÂL, Vĩ chia binh đánh dẹp. Tháng 10 ÂL, quan quân tấn công 5 doanh trại nghĩa quân, đều bình được. Tháng 11 ÂL, quan quân phá căn cứ của nghĩa quân Đàm Ngõa Thế. Tháng 12 ÂL, Vĩ làm tội lính Đinh Châu làm loạn, dụ hàng 72 trại ở Liên Thành, dẹp xong Đinh Châu.
Tháng giêng ÂL năm thứ 4 (1231), Vĩ sai tướng đánh hạ trại Cù Trương Nguyên. Tháng 2 ÂL, Vĩ đích thân đi Thiệu Vũ đốc thúc bắt bớ tàn dư nghĩa quân, thủ lãnh Yến Bưu ra hàng, ông cho rằng hắn ta sức cạn mới hàng, bèn làm tội. Vĩ được tiến chức Hữu Văn điện tu soạn, còn Đề điểm hình ngục, Chiêu bộ sứ như cũ, kiêm Tri Kiến Ninh phủ. Nghĩa quân Cù Châu của Uông Từ, Lai Nhị phá Thường Sơn, Khai Hóa, thế ngày càng lớn. Vĩ mệnh cho Hoài tướng Lý Đại Thanh đem 700 binh, nhân đêm tối, bất ngờ tấn công trại địch; nghĩa quân nghênh chiến, thấy cờ Toán Tử, sợ hãi nói: "Đây là quân của Trần chiêu bộ đấy!" rồi khóc lớn. Quan quân đánh gấp, dẹp xong nghĩa quân ở Cù Châu.
Năm thứ 6 (1233), Vĩ được tiến quan Bảo Chương các đãi chế, sai khiển Tri Long Hưng phủ. Nghĩa quân Trần Tam Thương ở Cống Châu chiếm trại Tông Tử Sơn, ra vào Giang Tây, Quảng Đông, đi đâu thì tàn phá đến đấy. Vĩ sai quan lại dụ hàng, bị nghĩa quân giết ngay. Vĩ cho rằng nghĩa quân nổi dậy là do các viên lại tham nhũng, hặc 2 kẻ quá đáng nhất, rồi khẳng định nếu được trao toàn quyền thì vài tháng nữa sẽ dẹp xong nghĩa quân. Tháng 11 ÂL, Vĩ nhận chiếu được làm Tiết chế Giang Tây, Quảng Đông, Phúc Kiến 3 lộ Bộ khấu quân mã. Vĩ tâu xin lấy Lưu Sư Trực chẹn Mai Châu, Tề Mẫn chẹn Tuần Châu, tự kéo binh Hoài Tây cùng thân binh tấn công sào huyệt của nghĩa quân. Tháng 12 ÂL, Vĩ được kiêm sai khiển Tri Cống Châu.
Tháng giêng ÂL năm Đoan Bình đầu tiên (1234), Vĩ được tiến chức Hoa Văn các Đãi chế, sai khiển Giang Tây an phủ sứ. Tháng 2 ÂL, Vĩ đến Cống Châu, chém kẻ nào trong tướng sĩ có tội từ sợ giặc cho đến cướp bóc trai gái, tài sản. Bấy giờ Tề Mẫn, Lý Đại Thanh đến đâu thắng đấy. Tháng 3 ÂL, Vĩ chia binh giữ Đại Thạch Bảo, chẹn đường vận lương của nghĩa quân, rồi nhắm đến Tông Tử Sơn. Vĩ đích thân đốc thúc chư tướng, nhân lúc khí chướng mùa xuân chưa nổi lên, tấn công Tông Tử Sơn. Nghĩa quân dốc hết tinh nhuệ xuống núi chống trả, cờ xí trang phục rất đầy đủ. Vĩ đưa bộ kỵ giáp kích, lại phóng hỏa thiêu đốt, binh sĩ đều vịn vách núi trèo lên; sào huyệt nghĩa quân chìm trong khói bụi, tướng nghĩa quân là Trương Ma Vương tự thiêu. Quan quân chém được 1500 thủ cấp, bắt được 12 tướng, bắt được phụ nữ, bò ngựa bị cướp cùng trang phục – đồ vật tiếm ngụy vài trăm món. Trần Tam Thương trúng tên, cùng dư đảng thòng dây trèo khỏi vách núi để trốn, gặp quân của Tề Mẫn, lại bị đánh bại, nhưng chạy thoát. Ngày kế, nghĩa quân bị bắt kịp ở Hạ Hoàng, lại thua trận, còn hơn ngàn người. Liên tiếp bị chặn đánh, Trần Tam Thương chỉ còn vài mươi người, trốn đến Hưng Ninh thì bị bắt. Vĩ dùng xe tù chở bọn Trần Tam Thương 6 người, đem về chém đầu ở chợ của Long Hưng.

### Thăng tiến tột cùng
Như vậy thế lực hoành hành 60 trại, mấy châu, 3 lộ đã bị đập tan, triều đình giáng chiếu khen ngợi, cho Vĩ tiến quan Quyền Công bộ thị lang, vẫn sai khiển Tri Long Hưng kiêm quan Giang Tây an phủ sứ. Chưa lâu sau, được nhận quan Công bộ thị lang, đổi quan Giang Đông an phủ sứ, sai khiển Tri Kiến Khang phủ, kiêm Hành cung lưu thủ. Năm thứ 2 (1235), Vĩ vào chầu, được thăng quan Quyền Công bộ thượng thư, rồi Quyền Hình bộ thượng thư, Duyên giang Chế trí đại sứ, Giang Đông an phủ sứ, sai khiển Tri Kiến Khang phủ như cũ. Vĩ đi lại tuần thị mặt sông Trường Giang ở Ngạc Châu, sắp đặt phòng ngự.
Năm thứ 3 (1236), Vĩ được gia chức Bảo Mô các học sĩ. Tháng 10 ÂL, triều đình giáng chiếu chọn mãnh tướng, tinh binh, Vĩ so sánh tình hình hoãn – gấp của các nơi, tiến hành chiếm giữ địa lợi, chẹn giữ xung yếu, phòng ngừa mưu đồ nổi loạn.
Năm Gia Hi đầu tiên (1237), Vĩ được tiến chức Hoán Chương các học sĩ. Năm thứ 4 (1240), Vĩ được bái quan Hình bộ thượng thư, nhưng ông từ chối; được gia chức Huy Du các học sĩ, sai khiển Tri Đàm Châu, quan Kinh Hồ Nam lộ an phủ sứ.
Năm Thuần Hữu thứ 4 (1244), Vĩ được triệu làm quan Binh bộ thượng thư, thăng Lễ bộ thượng thư kiêm Thị độc, kiêm sai khiển Đồng tu quốc sử, Thực lục viện Đồng tu soạn; sau đó được bái chức Đoan Minh điện học sĩ, quan Đồng Thiêm thư Xu mật viện sự kiêm Tham tri chánh sự; ít lâu lại được bái quan Tham tri chánh sự kiêm Đồng tri Xu mật viện sự. Năm thứ 7 (1247), Vĩ được làm quan Tri Xu mật viện sự, Hồ Nam an phủ đại sứ kiêm sai khiển Tri Đàm Châu.

### Khẩn cầu trí sĩ
Năm thứ 9 (1249), Vĩ được chức Quan Văn điện học sĩ, quan Phúc Kiến an phủ đại sứ, sai khiển Tri Phúc Châu; ông 5 lần dâng chương từ chối, được lấy chức cũ để nhận quan Đề cử Động Tiêu cung.
Năm Khai Khánh đầu tiên (1259), Vĩ được triệu vào cung, hoàng đế không cho ông trí sĩ, sung chức Lễ Tuyền quan sứ kiêm quan Thị độc. Năm Cảnh Định đầu tiên (1260), Vĩ được thụ quan Phúc Kiến an phủ đại sứ kiêm Tri Phúc Châu. Hồi lâu, Vĩ được quan Đề cử Hữu Thần quan, ông ra sức xin trí sĩ. Năm sau (1261), Vĩ mất, hưởng thọ 83 tuổi, được tặng Thiếu sư, thụy Trung Túc.